# Synagoga w Mogielnicy
Synagoga w Mogielnicy – drewniana bożnica zbudowana w drugiej połowie XIX w. w Mogielnicy, obecnie mieście położonym w województwie mazowieckim, w powiecie grójeckim, nad rzeką Mogielanką. Powstała nie wcześniej niż w 1856przy ulicy Dół, na północny wschód od mogielnickiego rynku. Po zniszczeniach wyrządzonych w trakcie I wojny światowej została odrestaurowana w latach dwudziestych XX w. Zakres prac obejmował m.in. naprawę zawalonego dachu, podmurowanie cokołu oraz podniesienie ścian. We wrześniu 1939, na początku II wojny światowej, synagoga została spalona przez Niemców. Obiekt po zakończeniu wojny nie został odbudowany.

## Historia
Gmina żydowska powstała w Mogielnicy pod koniec XVIII w.. Miasto było jednym z ważniejszych ośrodków chasydyzmu, chociaż mogielnicka synagoga prawdopodobnie była przeznaczona społeczności aszkenazyjskiej. Mieszkańcy wyznania mojżeszowego stanowili w 1827 prawie połowę ludności miejscowości. Nieistniejący budynek bożnicy został wzniesiony po 1856, kiedy to przez społeczność żydowską Mogielnicy został zakupiony drewniany dom, mający pełnić funkcję modlitewną. Synagoga musiała zostać wybudowana w późniejszym okresie.
W czasie I wojny światowej budynek został znacznie uszkodzony. Prace restauracyjne przeprowadzono po 1921 wg. projektu architekta Henryka Stiefelmana, jednocześnie przebudowując wnętrza obiektu. We wrześniu 1939 synagoga została spalona przez Niemców i nie została odbudowana.

## Architektura
Synagoga była orientowana, zlokalizowana na północny wschód od mogielnickiego rynku, przy drodze prowadzącej do Grójca. Budynek piętrowy, drewniany, o wymiarach 10,0 m na 16,0 m oraz wysokości wynoszącej około 10,0 m. Zaprojektowany na planie prostokąta złożonego z dwóch zasadniczych części – sali głównej oraz przedsionka z wydzieloną izbą. Elewacja frontowa podkreślona trójosiowym, dwukondygnacyjnym portykiem kolumnowym. Na piętrze babiniec, dostępny z zewnętrznego podestu. Całość kryta czterospadowym dachem łamanym polskim, stolcowym. Autor projektu nie jest znany.
Budynek wykonany w konstrukcji zrębowej z lisicami, wewnątrz w formie półkolumn o uproszczonych, doryckich głowicach. Po pracach restauracyjnych w latach dwudziestych XX w. na niewysokim, murowanym cokole. 
Ściany zewnętrzne artykułowane pionowym deskowaniem, podkreślone kleszczami o prostokątnym profilu. Północno-zachodnia elewacja frontowa z czterema kolumnami, opracowanymi podobnie do wewnętrznych lisic. Na niej główne wejście do synagogi, pierwotnie w skrajnym, lewym przęśle, po remoncie przeniesione na środkową oś, podobnie jak wejście do sali głównej z sieni. W portyku, na parterze grodzony ganek, na piętrze podest z balustradą przed babińcem, dostępny z jednobiegowych schodów zewnętrznych. Pozostałe elewacje z drewnianymi oknami: pojedynczymi, trójrzędowymi, dwudzielnymi w babińcach i przedsionku oraz bliźniaczymi, czterorzędowymi, dwudzielnymi zwieńczonymi łukowo w sali głównej. Tylna fasada, południowo-wschodnia, tradycyjnie z oknami skierowanymi na Jerozolimę.
Wejście frontowe prowadzi do sieni, pierwotnie mniejszej. Powiększona została kosztem wydzielonej izby-babińca. Dodatkowe wejście w elewacji południowej, blisko portyku. W mechicy na parterze szczelina, na piętrze szereg niewielkich okienek. Sala główna o proporcjach zbliżonych do kwadratu, o wymiarach 9,0 m x 8,6 m. Obniżona względem przedsionka o trzy stopnie. W osi budynku podciąg podparty w sali modlitw na dwóch słupach. Pomiędzy słupami bima na podwyższeniu ze schodkami od lewej i prawej strony. Pośrodku południowo-wschodniej ściany umiejscowiony aron ha-kodesz, po pracach remontowych wymieniony z szafy gdańskiej na kredens oraz pozbawiony zwieńczenia w postaci korony z napisami.
Wszystkie stropy płaskie, po restauracji synagogi w sali głównej „na nakładkę”. Belki stropowe oparte poprzecznie, na ścianach oraz podciągu. Wieńczący budynek dwukondygnacyjny, czterospadowy dach łamany, polski, stolcowy oparty na stropach oraz kolumnach portyku, prawdopodobnie pokryty gontem.
Wnętrza częściowo polichromowane. Dominują motywy roślinne i zwierzęce. Półkolumny oraz filary podpierające podciąg z malowanymi winoroślami. Na mechicy wizerunek Bramy Nieba, wołu oraz lwa. Nad oknami fryz obiegający cała salę główną z krajobrazem wypełnionym architekturą, drzewami i zwierzętami. Na tylniej ścianie przedstawienia instrumentów muzycznych. Strop pozbawiony polichromii.